# Prothinodes grammocosma
Prothinodes grammocosma är en fjärilsart som beskrevs av Edward Meyrick 1888. Prothinodes grammocosma ingår i släktet Prothinodes och familjen äkta malar. Inga underarter finns listade i Catalogue of Life.